# Hollywood (miniserie)
Hollywood es una miniserie estadounidense creada por Ian Brennan y Ryan Murphy, estrenada el 1 de mayo de 2020 en Netflix. La miniserie relata las historias de un grupo de aspirantes a actores y cineastas durante la Edad de Oro de Hollywood posterior a la Segunda Guerra Mundial, tratando de hacer realidad sus sueños a cualquier precio. 
La miniserie recibió reseñas mixtas de los críticos, que elogiaron las actuaciones del reparto y el valor de la producción, pero criticaron el tono, el guion y la licencia artística.

## Sinopsis
La serie sigue a un grupo de aspirantes a actores y cineastas en la escena de Hollywood posterior a la Segunda Guerra Mundial (1947-1948) mientras intentan triunfar en la industria cinematográfica, sin importar el coste. Cada personaje ofrece un vistazo único detrás de la cortina dorada de la Edad de Oro de Hollywood.

## Reparto

### Principales
- David Corenswet como Jack Castello
- Darren Criss como Raymond Ainsley
- Laura Harrier como Camille Washington
- Joe Mantello como Richard "Dick" Samuels
- Dylan McDermott como Ernest "Ernie" West
- Jake Picking como Roy Fitzgerald / Rock Hudson
- Jeremy Pope como Archie Coleman
- Holland Taylor como Ellen Kincaid
- Samara Weaving como Claire Wood
- Jim Parsons como Henry Willson
- Patti LuPone como Avis Amberg

### Recurrentes
- Maude Apatow como Henrietta Castello, la esposa de Jack que está embarazada de gemelos y trabaja como camarera
- Mira Sorvino como Jeanne Crandall, una exitosa actriz, amante de Ace y compañera de escena de Camille
- Michelle Krusiec como Anna May Wong, una versión ficticia de la actriz chino-estadounidense a la que Raymond intenta ayudar tras verla hundida en los vicios

### Invitados
- Rob Reiner como Ace Amberg, el jefe de Ace Studio, esposo de Avis y padre de Claire
- Brian Chenoweth como Lon Silver, abogado de Ace
- Jake Regal como Erwin Kaye, un hombre con el que Henrietta trabaja y tiene un romance
- William Frederick Knight como Harry Golden, un veterano editor de cine en Ace Studios
- Queen Latifah como Hattie McDaniel, una versión ficticia de la actriz afroamericana
- Katie McGuinness como Vivien Leigh, una versión ficticia de la actriz británica
- Paget Brewster como Tallulah Bankhead, una versión ficticia de la actriz estadounidense
- Harriet Sansom Harris como Eleanor Roosevelt, una versión ficticia de la primera dama y la amiga de Avis
- Daniel London como George Cukor, una versión ficticia del director y productor conocido por sus grandes fiestas
- Billy Boyd como Noël Coward, una versión ficticia del dramaturgo, compositor, director y actor
- Alison Wright como la señorita Roswell, la guardiana de Ace Studios

## Episodios
| No. | Título                         | Dirigido por      | Escrito por                             | Fecha de lanzamiento original |
| --- | ------------------------------ | ----------------- | --------------------------------------- | ----------------------------- |
| 1 | "Hurra por Hollywood"          | Ryan Murphy       | Ryan Murphy y Ian Brennan               | 1 de mayo de 2020             |
| En la posguerra, el veterano Jack Castello se muda a Los Ángeles para buscar su gran oportunidad en Hollywood. Sin embargo, tiene dificultades incluso para ser elegido como extra. Esto molesta a su esposa Henrietta, que está embarazada y quiere comprar una casa. En un bar, Jack conoce a Ernie West, quien le ofrece un trabajo en su estación de servicio. Ernie revela que hace que sus asistentes atiendan a las clientas por dinero extra, lo que Jack comienza a hacer. Sin embargo, Jack renuncia cuando Ernie intenta obligarlo a atender a un cliente masculino, pero recupera su trabajo después de descubrir que Henrietta está embarazada de gemelos. Más tarde conoce a un prostituto negro y aspirante a guionista Archie Coleman, y convence a Ernie para que lo contrate. En su primer día en el trabajo, Archie presta servicios al aspirante a actor Roy Fitzgerald. Después de atender a una directora de casting, Jack finalmente consigue una oportunidad para actuar. Sin embargo, más tarde es engañado por un oficiala de policía encubierta como una clienta que lo arresta por ejercer la prostitución. |                                |                   |                                         |                               |
| 2 | "Hurra por Hollywood: Parte 2" | Daniel Minahan    | Ryan Murphy y Ian Brennan               | 1 de mayo de 2020             |
| Ernie saca a Jack de la cárcel. Jack vuelve a atender a su primer cliente, Avis Amberg, cuyo marido es dueño del estudio donde hará su primera prueba de pantalla y promete que ella se asegurará de que le vaya bien. Mientras tanto, el joven director Raymond Ainsley recluta a Anna May Wong para ser su protagonista. Se reúne con el ejecutivo del estudio, Dick Samuels, quien le advierte sobre el casting de Wong. Aunque Jack bombardea su prueba de pantalla, la ejecutiva y mentora de actuación Ellen Kincaid convence a Dick para que lo contrate. La aspirante a actriz negra y novia de Raymond, Camille Washington, sólo puede conseguir papeles como sirvienta. Dick pone la película de Raymond en espera, pero le permite elegir un guion de un montón y dirigir esa película. Elige un guion escrito por Archie sobre una mujer que saltó del cartel de Hollywood. Archie también continúa sirviendo a Roy y los dos se encuentran enamorados el uno del otro. Roy también conoce a Henry Willson, un agente homosexual que acepta tomarlo como cliente con la condición de que se someta a los deseos sexuales de Willson y que se cambie su nombre por el de Rock Hudson. Dick da luz verde a la película de Raymond y Archie, Peg.                                                                    |                                |                   |                                         |                               |
| 3 | "Forajidos"                    | Michael Uppendahl | Ryan Murphy y Ian Brennan               | 1 de mayo de 2020             |
| Ernie revela a los asistentes que han sido invitados a una exclusiva fiesta de Hollywood organizada por George Cukor para atender a la cerrada gente de la industria homosexual. Jack quiere desesperadamente el papel principal masculino en Peg, pero Archie tiene los ojos puestos en Rock para el papel. Henry invita a Rock a unirse a él en la fiesta de Cukor para que Rock socialice con Dick, quien estará en la fiesta y podría hacerle una prueba de pantalla a Rock. Ellen comienza a preparar a Jack para su prueba de pantalla de Peg. La hija de Avis, Claire, hace una prueba de pantalla para Peg, mientras Camille intenta convencer a Raymond para que le dé el papel y le ofrece ideas sobre cómo ajustar el guion. En la fiesta, Rock y Dick comienzan a tener un encuentro sexual, pero Dick se siente incómodo y le pone fin. Se lamenta de cómo siempre ha tenido que interpretar un papel y ocultar quién es realmente, antes de decirle a Roy que deje de permitir que Henry lo controle. Rock entonces le profesa su amor a Archie, mientras que Raymond le confiesa su amor a Camille y le dice que la convertirá en la estrella de Peg. Dick, inspirado por su interacción con Rock, y Ellen acuerdan luchar para que Camille sea la protagonista.                                               |                                |                   |                                         |                               |
| 4 4 | "Pruebas (de pantalla)"        | Janet Mock        | Ian Brennan y Janet Mock y Ryan Murphy  | 1 de mayo de 2020             |
| Ace Amberg, el jefe del estudio, da luz verde a Peg pero exige que Archie sea retirado del proyecto, temiendo que la participación de un guionista afroamericano provoque un escándalo. Más tarde, Ace sufre un ataque al corazón en medio de un encuentro sexual. Con Ace incapacitado, Avis es puesto a cargo del estudio. Dick le da a Archie la mala noticia de que le han quitado la película; Archie se niega a que le dejen de lado, lo que Dick acepta, pero le advierte de las consecuencias. Más tarde, Archie y Raymond ayudan a Camille a preparar su prueba de pantalla, con Raymond dirigiéndola para poner más emoción en ella. Durante su prueba de pantalla, Roy estropea constantemente sus líneas. Claire arruina su audición a propósito para darle a Camille una oportunidad de luchar. Mientras Camille hace una gran actuación en su prueba, Avis se preocupa por hacer un casting de una mujer negra y elige a Claire a regañadientes. Jack es elegido como protagonista masculino, a pesar del intento de Henry de chantajear a Avis para que haga el casting de Rock. La amiga de Avis y la primera dama Eleanor Roosevelt le da un discurso entusiasta e inspirador a Avis sobre por qué debería elegir a Camille para el papel principal.                                                         |                                |                   |                                         |                               |
| 5 5 | "Saltar"                       | Michael Uppendahl | Ryan Murphy y Ian Brennan               | 1 de mayo de 2020             |
| Dick y Ellen finalmente convencieron a Avis para que incluyera a Camille en la película. El nombre de Archie permanece unido a la película, mientras que Roy, Claire y Wong son elegidos en papeles más pequeños. La película se llama Meg. El estudio se enfrenta a una fuerte reacción, principalmente del sur, y Camille comienza a recibir llamadas telefónicas racistas. Dick toma el mando de la producción, asegurándose de que todo se mantenga dentro del presupuesto. Dick convence más tarde a Raymond y Archie de cambiar el final para que Meg viva. Cuando una revista local de chismes se entera del arresto de Jack por prostitución y planea publicarlo, Avis recluta a Henry, quien se las arregla para aplastar la historia ordenando a los mafiosos que golpeen brutalmente al reportero de la revista. A cambio, Henry le pide a Avis que lo convierta en productor de Meg, lo cual ella acepta. Dick regaña a Raymond por aprobar un redoble de presupuesto excesivo y le obliga a pagarlo él mismo. Ellen coquetea con Dick, quien la rechaza, diciéndole que no puede estar con nadie en este momento, y que más tarde se va a un bar gay. Henrietta le revela a Jack que los gemelos no son suyos, sino de un amigo al que se ha acercado y se va a mudar con él. Desolado, Jack se muda con Archie. |                                |                   |                                         |                               |
| 6 6 | "Meg"                          | Janet Mock        | Ian Brennan y Janet Mock y Reilly Smith | 1 de mayo de 2020             |
| El reparto y los miembros de la tripulación de Meg son el objetivo de los grupos de supremacía blanca. El abogado de Ace amenaza con suspender la producción, pero Avis está decidido a terminar la película. Ernie recauda el dinero que Raymond necesita para cubrir el exceso de presupuesto. Jack y Henrietta se disculpan y se despiden por última vez. Para compensar a Ernie por su ayuda, Jack y Archie le ofrecen un papel en la película que acepta. Ellen entrena a Ernie para que mejore sus habilidades de actuación. La película está finalmente concluida. Archie le pide a Roy que se mude con él y él acepta. Jack y Claire se enamoran y deciden asistir juntos al estreno. Ace se despierta del coma y se le aconseja que abandone la película, pero le encanta. Dick amenaza con dejarlo a menos que se estrene la película y le revela a Ace que es gay. Henry se siente insatisfecho por el final y exige que se añada una nueva escena, que Raymond aprueba. Avis exige copresidir el estudio y Ace está de acuerdo. Los dos reavivan su relación previamente tensa. A la mañana siguiente, Avis descubre que Ace ha muerto por complicaciones cardíacas, dejándola afligida. El abogado de Ace tiene el carrete de Meg quemado.                                                                       |                                |                   |                                         |                               |
| 7 7 | "Un final de Hollywood"        | Jessica Yu        | Ian Brennan y Ryan Murphy               | 1 de mayo de 2020             |
| Avis despide al abogado que hizo quemar los rollos de película. En el funeral de Ace, el editor de la película revela que hizo una copia para guardarla. El estudio opta por un amplio estreno de Meg. Ernie y Ellen confiesan su amor, antes de que él revele su cáncer de pulmón terminal, pero ella lo acepta de todos modos. Jack y Claire comienzan una relación. La película se convierte en un éxito sin precedentes, mientras que Camille, Wong, Raymond, Archie y Jack reciben nominaciones al Oscar. Archie y Roy hacen pública su relación en la ceremonia. Roy despide a Henry como su agente después de regañarlo por haber salido con Archie. Cuando se le dice a Camille que espere fuera, se niega y se sienta en primera fila. En los Oscars, Wong, Raymond, Archie y Camille ganan. Jack pierde pero se lo propone a Claire, que acepta. Hattie felicita a Camille por su victoria. Un año después, Henry está sobrio y se disculpa con Roy. Dick muere de cáncer y todos los involucrados en Meg asisten a su funeral. Avis da luz verde a la nueva película de Henry sobre una pareja homosexual, Dreamland, a la que se unen Roy, Jack, Archie y Raymond. Ernie planea vender su gasolinera y la ofrece como plató para Dreamland.                                                                       |                                |                   |                                         |                               |

## Producción y estreno
El 23 de febrero de 2019 se anunció que Netflix había dado inicio a la serie, la cual fue creada por Ian Brennan y Ryan Murphy. El 3 de septiembre de 2019, se informó que Patti LuPone, Holland Taylor, Jeremy Pope, Dylan McDermott, Jim Parsons, David Corenswet y Joe Mantello habían sido elegidos en papeles regulares de la serie. Hollywood fue incluida en la plataforma el 1 de mayo de 2020.

## Recepción
En Rotten Tomatoes la serie tiene una aprobación del 57% basada en 100 reseñas, con una calificación promedio de 5.89 / 10. El consenso del sitio indica: "Hollywood es todo menos sutil... si tan solo sus buenas intenciones se combinaran con una historia menos intrincada".  En Metacritic la serie tiene un puntaje promedio ponderado de 55 de 100, basado en 32 críticas, indicando "revisiones mixtas".
Escribiendo para el Chicago Sun-Times , Richard Roeper le dio a la serie dos estrellas y media de cuatro posibles, afirmando: "Es una mezcla fascinante de historias basadas en personajes reales y ficción... las actuaciones del elenco son deslumbrantes, pero como muchas otras produccines, Hollywood no puede superar los problemas en su guion".
Por el contrario, Hugh Montgomery de la BBC se refirió a la serie como "inerte", dándole una de cinco estrellas. De igual manera, Lucy Mangan de The Guardian criticó su "historia contrafáctica", dándole a la serie una revisión de dos estrellas sobre cinco, afirmando: "Debería ser la configuración perfecta para presentar una mirada escabrosa a los prejuicios, la corrupción y el comercio sexual de la industria cinematográfica, pero se convierte en una mera fantasía de deseos cumplidos que, lo quiera o no, sugiere que si unas pocas personas hubieran sido un poco más valientes, entonces las películas - ¡y por lo tanto el mundo! - serían un glorioso e igualitario Edén. Es un espectáculo lo suficientemente engreído y obtuso como para creer en la idea que el arte del celuloide da forma directamente a nuestras vidas".

### Premios y reconocimientos
| Year | Association                         | Category                                                                                       | Nominated artist/work                                                                                            | Result    | Ref   |
| ---- | ----------------------------------- | ---------------------------------------------------------------------------------------------- | --- | --------- | ----- |
| 2020 | Primetime Emmy Awards               | Outstanding Lead Actor in a Limited Series or Movie                                            | Jeremy Pope | Nominado  | [ 9 ] |
| 2020 | Primetime Emmy Awards               | Outstanding Supporting Actor in a Limited Series or Movie                                      | Dylan McDermott (for "Meg")                                                                                      | Nominado  | [ 9 ] |
| 2020 | Primetime Emmy Awards               | Outstanding Supporting Actor in a Limited Series or Movie                                      | Jim Parsons (for "Outlaws")                                                                                      | Nominado  | [ 9 ] |
| 2020 | Primetime Emmy Awards               | Outstanding Supporting Actress in a Limited Series or Movie                                    | Holland Taylor (for "Jump")                                                                                      | Nominada  | [ 9 ] |
| 2020 | Primetime Creative Arts Emmy Awards | Outstanding Period Costumes                                                                    | Lou Eyrich, Sarah Evelyn, Tiger Curran and Suzy Freeman (for "A Hollywood Ending")                               | Nominados | [ 9 ] |
| 2020 | Primetime Creative Arts Emmy Awards | Outstanding Period and/or Character Hairstyling                                                | Michelle Ceglia, Barry Lee Moe, George Guzman, Michele Arvizo and Maria Elena Pantoja (for "A Hollywood Ending") | Ganadoras | [ 9 ] |
| 2020 | Primetime Creative Arts Emmy Awards | Outstanding Period and/or Character Makeup (Non-Prosthetic)                                    | Eryn Krueger Mekash, Kim Ayers, Kerrin Jackson and Ana Gabriela Quiñonez (for "Outlaws")                         | Nominadas | [ 9 ] |
| 2020 | Primetime Creative Arts Emmy Awards | Outstanding Prosthetic Makeup for a Series, Limited Series, Movie or Special                   | Vincent Van Dyke, Cary Ayers and Bruce Spaulding Fuller (for "Jump")                                             | Nominados | [ 9 ] |
| 2020 | Primetime Creative Arts Emmy Awards | Outstanding Music Composition for a Limited Series, Movie or Special (Original Dramatic Score) | Nathan Barr (for "Hooray for Hollywood: Part 2")                                                                 | Nominado  | [ 9 ] |
| 2020 | Primetime Creative Arts Emmy Awards | Outstanding Original Main Title Theme Music                                                    | Nathan Barr | Ganador   | [ 9 ] |
| 2020 | Primetime Creative Arts Emmy Awards | Outstanding Production Design for a Narrative Period or Fantasy Program (One Hour or More)     | Matthew Flood Ferguson, Mark Robert Taylor and Melissa Licht                                                     | Nominados | [ 9 ] |